# Грегорі Сертич
Грегорі Сертич (фр. Grégory Sertic, нар. 5 серпня 1989, Бретіньї-сюр-Орж) — французький футболіст, опорний півзахисник, в минулому, молодіжної збірної Франції.

## Клубна кар'єра
Народився 5 серпня 1989 року в місті Бретіньї-сюр-Орж у родині хорватського походження. Вихованець футбольної школи клубу «Бордо». Дорослу футбольну кар'єру розпочав 2009 року в основній команді того ж клубу, в якій провів один сезон, взявши участь у 18 матчах чемпіонату. 
Своєю грою за цю команду привернув увагу представників тренерського штабу клубу «Ланс», до складу якого приєднався 2010 року. Відіграв за команду з Ланса на умовах оренди один сезон, протягом якого здобув досвід регулярних виступів в основному складі команди. 
До «Бордо» повернувся 2011 року. За п'ять з половиною років відіграв за команду з Бордо 119 матчів у національному чемпіонаті та здобув кубок Франції.
У січні 2017 перейшов до  «Марселя». Він рідко грав у першому сезоні, провівши лише вісім матчів у чемпіонаті за пів року, а в сезоні 2017/18 взагалі втратив місце в основному складі, спочатку після двох провальних матчів, у яких «Марсель» пропустив 9 м'ячів, а згодом через травму, відновлення від якої зайняло майже пів року.
Рідко виходячи на поле в «Марселі», в лютому 2019 Сертич відправився в піврічну оренду до швейцарського  «Цюриха». Після повернення з оренди Сертич повністю втратив місце в складі: якщо Руді Гарсія давав йому мало ігрового часу, новий тренер Андре Віллаш-Боаш узагалі не включає його до заявки на матч. Після сезону 2019/20, в якому Сертич жодного разу не потрапив навіть до заявки на матч та вирішив залишити клуб по завершенні сезону.

## Виступи за збірну
Протягом 2009–2010 років залучався до складу молодіжної збірної Франції. На молодіжному рівні зіграв у 5 офіційних матчах.

## Титули та досягнення
- Чемпіон Франції (1):

«Бордо»: 2008-09
- Володар Кубка Франції (1):

«Бордо»: 2012-13
- Володар Кубка французької ліги (2):

«Бордо»: 2006-07, 2008-09
- Володар Суперкубка Франції (2):

«Бордо»: 2008, 2009